# Аний
Аний в древногръцката митология е син на Аполон и Рео. Аний е жрец на Аполон в светилището на Делос и владетел на острова. Приел на гости Анхиз и Еней. Разказал им за превръщането на дъщерите си в гълъби и ги отпратил с богати дарове.